# Phoxinus neogaeus
Phoxinus neogaeus är en fiskart som beskrevs av Cope, 1867. Phoxinus neogaeus ingår i släktet Phoxinus och familjen karpfiskar. IUCN kategoriserar arten globalt som livskraftig. Inga underarter finns listade i Catalogue of Life.